# Associazione Calcio Padova 1959-1960
Questa pagina raccoglie i dati riguardanti l'Associazione Calcio Padova nelle competizioni ufficiali della stagione 1959-1960.

## Stagione
La squadra conclude la stagione con 36 punti che le valgono il quinto posto in Serie A, a pari merito con Bologna e Spal.
In Coppa Italia il club raggiunge gli ottavi di finale dove batte il Torino e si qualifica per i quarti, ma la vittoria è cancellata d'ufficio per la sostituzione non consentita di un giocatore.

## Rosa
| N. |                   | Ruolo | Calciatore          |
| -- | ----------------- | ----- | ------------------- |
|    | Italia (bandiera) | P     | Antonio Pin         |
|    | Italia (bandiera) | P     | Giorgio Bolognesi   |
|    | Italia (bandiera) | D     | Cristiano Cervato   |
|    | Italia (bandiera) | D     | Aurelio Scagnellato |
|    | Italia (bandiera) | D     | Ivano Blason        |
|    | Italia (bandiera) | D     | Luigi Zannier       |
|    | Italia (bandiera) | C     | Giorgio Barbolini   |
|    | Italia (bandiera) | C     | Giuseppe Galtarossa |
|    | Italia (bandiera) | C     | Vincenzo Gasperi    |
|    | Italia (bandiera) | C     | Giacomo Mari        |
|    | Italia (bandiera) | C     | Silvano Moro        |

| N. |                      | Ruolo | Calciatore       |
| -- | -------------------- | ----- | ---------------- |
|    | Italia (bandiera)    | C     | Sergio Pison     |
|    | Italia (bandiera)    | C     | Aldo Secco       |
|    | Italia (bandiera)    | C     | Carlo Vomiero    |
|    | Italia (bandiera)    | A     | Sergio Brighenti |
|    | Argentina (bandiera) | A     | Humberto Rosa    |
|    | Italia (bandiera)    | A     | Marino Perani    |
|    | Italia (bandiera)    | A     | Mario Tortul     |
|    | Italia (bandiera)    | A     | Celestino Celio  |
|    | Italia (bandiera)    | A     | Eliseo Zerlin    |
|    | Italia (bandiera)    | A     | Giuseppe Cosma   |

## Risultati

### Serie A

#### Girone di andata
| 20 settembre 1959 1ª giornata | Inter | 6 – 3 | Padova |  |

| 27 settembre 1959 2ª giornata | Padova | 0 – 4 | Juventus |  |

| 4 ottobre 1959 3ª giornata | Udinese | 2 – 1 | Padova |  |

| 11 ottobre 1959 4ª giornata | Padova | 1 – 0 | Palermo |  |

| 18 ottobre 1959 5ª giornata | Lanerossi Vicenza | 1 – 0 | Padova |  |

| 25 ottobre 1959 6ª giornata | Padova | 1 – 0 | Roma |  |

| 8 novembre 1959 7ª giornata | Sampdoria | 1 – 1 | Padova |  |

| 15 novembre 1959 8ª giornata | Padova | 2 – 0 | Milan |  |

| 22 novembre 1959 9ª giornata | Atalanta | 1 – 0 | Padova |  |

| 6 dicembre 1959 10ª giornata | SPAL | 1 – 1 | Padova |  |

| 13 dicembre 1959 11ª giornata | Padova | 2 – 1 | Genoa |  |

| 20 dicembre 1959 12ª giornata | Fiorentina | 1 – 0 | Padova |  |

| 27 dicembre 1959 13ª giornata | Padova | 1 – 0 | Bari |  |

| 10 gennaio 1960 14ª giornata | Alessandria | 0 – 0 | Padova |  |

| 17 gennaio 1960 15ª giornata | Napoli | 1 – 2 | Padova |  |

| 24 gennaio 1960 16ª giornata | Padova | 2 – 0 | Lazio |  |

| 31 gennaio 1960 17ª giornata | Padova | 2 – 0 | Bologna |  |

#### Girone di ritorno
| 7 febbraio 1960 18ª giornata | Padova | 3 – 0 | Inter |  |

| 14 febbraio 1960 19ª giornata | Juventus | 5 – 1 | Padova |  |

| 21 febbraio 1960 20ª giornata | Padova | 6 – 1 | Udinese |  |

| 28 febbraio 1960 21ª giornata | Palermo | 0 – 0 | Padova |  |

| 6 marzo 1960 22ª giornata | Padova | 2 – 1 | Lanerossi Vicenza |  |

| 20 marzo 1960 23ª giornata | Roma | 1 – 0 | Padova |  |

| 27 marzo 1960 24ª giornata | Padova | 4 – 1 | Sampdoria |  |

| 3 aprile 1960 25ª giornata | Milan | 3 – 2 | Padova |  |

| 10 aprile 1960 26ª giornata | Padova | 0 – 0 | Atalanta |  |

| 17 aprile 1960 27ª giornata | Padova | 6 – 3 | SPAL |  |

| 24 aprile 1960 28ª giornata | Genoa | 0 – 0 | Padova |  |

| 1º maggio 1960 29ª giornata | Padova | 1 – 0 | Fiorentina |  |

| 8 maggio 1960 30ª giornata | Bari | 5 – 2 | Padova |  |

| 15 maggio 1960 31ª giornata | Padova | 1 – 1 | Alessandria |  |

| 22 maggio 1960 32ª giornata | Padova | 1 – 2 | Napoli |  |

| 29 maggio 1960 33ª giornata | Lazio | 2 – 0 | Padova |  |

| 5 giugno 1960 34ª giornata | Bologna | 2 – 2 | Padova |  |

### Coppa Italia

#### Primo turno
| Arbitro: | De Magistris (Torino) |

|                                      |           |                             |
| Brighenti 11’, 32’ Tortul 97’ (rig.) | Marcatori | 5’ Maccacaro II 33’ Bagnoli |

#### Secondo turno
| Arbitro: | Rigato (Mestre) |

|                                           |           |                         |
| Odling 5’ (aut.) Brighenti 45’ Zerlin 72’ | Marcatori | 67’ Giacomini 83’ Milan |

#### Ottavi di finale
| Padova 4 novembre 1959, ore 14:30 | Padova         | 0 – 2 A tavolino | Torino | Stadio Silvio Appiani\| Arbitro: \| Righi (Milano) \| |
| Arbitro:                          | Righi (Milano) |                  |        |                                                       |

## Statistiche

### Statistiche di squadra
| Competizione | Punti | In casa | In casa | In casa | In casa | In casa | In casa | In trasferta | In trasferta | In trasferta | In trasferta | In trasferta | In trasferta | Totale | Totale | Totale | Totale | Totale | Totale | DR |
| Competizione | Punti | G       | V       | N       | P       | Gf      | Gs      | G            | V            | N            | P            | Gf           | Gs           | G      | V      | N      | P      | Gf     | Gs     | DR |
| ------------ | ----- | ------- | ------- | ------- | ------- | ------- | ------- | ------------ | ------------ | ------------ | ------------ | ------------ | ------------ | ------ | ------ | ------ | ------ | ------ | ------ | -- |
| Serie A      | 36    | 17      | 13      | 2       | 2       | 35      | 14      | 17           | 1            | 6            | 10           | 15           | 32           | 34     | 14     | 8      | 12     | 50     | 46     | +4 |
| Coppa Italia |       | 3       | 2       | 0       | 1       | 6       | 6       | -            | -            | -            | -            | -            | -            | 3      | 2      | 0      | 1      | 6      | 6      | 0  |
| Totale       |       | 20      | 15      | 2       | 3       | 41      | 20      | 17           | 1            | 6            | 10           | 15           | 32           | 37     | 16     | 8      | 13     | 56     | 52     | +4 |

### Statistiche dei giocatori
| Giocatore      | Serie A  | Serie A | Coppa Italia | Coppa Italia | Totale   | Totale |
| Giocatore      | Presenze | Reti    | Presenze     | Reti         | Presenze | Reti   |
| -------------- | -------- | ------- | ------------ | ------------ | -------- | ------ |
| A. Pin         | 33       | -40     | 3            | -3           | 36       | -43    |
| G. Bolognesi   | 1        | -6      | 1            | -1           | 2        | -7     |
| C. Cervato     | 30       | 0       | 2            | 0            | 32       | 0      |
| A. Scagnellato | 30       | 0       | 3            | 0            | 33       | 0      |
| I. Blason      | 25       | 0       | 2            | 0            | 27       | 0      |
| L. Zannier     | 8        | 0       | 3            | 0            | 11       | 0      |
| G. Barbolini   | 16       | 0       | 2            | 0            | 18       | 0      |
| G. Galtarossa  | 3        | 1       | -            | -            | 3        | 1      |
| V. Gasperi     | 25       | 0       | 1            | 0            | 26       | 0      |
| G. Mari        | 24       | 0       | 1            | 0            | 25       | 0      |
| S. Moro        | 3        | 1       | 2            | 0            | 5        | 1      |
| S. Pison       | 14       | 0       | 1            | 0            | 15       | 0      |
| A. Secco       | 8        | 0       | -            | -            | 8        | 0      |
| C. Vomiero     | 1        | 0       | -            | -            | 1        | 0      |
| S. Brighenti   | 30       | 21      | 3            | 3            | 33       | 24     |
| H. Rosa        | 30       | 3       | 3            | 0            | 33       | 3      |
| M. Perani      | 28       | 8       | 3            | 0            | 31       | 8      |
| M. Tortul      | 28       | 12      | 2            | 1            | 30       | 13     |
| C. Celio       | 26       | 1       | 3            | 0            | 29       | 1      |
| E. Zerlin      | 7        | 1       | 2            | 1            | 9        | 2      |
| G. Cosma       | 4        | 2       | -            | -            | 4        | 2      |